# Będlino
Będlino [bɛnˈdlinɔ] là một ngôi làng thuộc khu hành chính của Gmina Wierzchowo, thuộc quận Drawsko, West Pomeranian Voivodeship, ở phía tây bắc Ba Lan. Nó nằm khoảng 5 kilômét (3 mi) về phía đông nam của Wierzchowo, 26 km (16 mi) về phía đông nam của Drawsko Pomorskie và 104 km (65 mi) về phía đông của thủ đô khu vực Szczecin.
Trước năm 1945, ngôi làng là một phần của Đức và được gọi là Neuhof.  Ngôi làng có dân số là 214 người.

## Cư dân đáng chú ý
- Siegfried Engfer (1915-1946), phi công Luftwaffe